# Paul Wild
Paul Wild (n. 5 de octubre de 1925 en Wädenswil, Cantón de Zúrich - f. 2 de julio de 2014 en Berna), fue un astrónomo suizo.
Fue asistente del también astrónomo suizo Fritz Zwicky entre 1951 y 1955 en el Observatorio Monte Wilson y en la universidad Caltech en Pasadena (California). Fue Profesor y Director, entre 1980 y 1991, del Instituto de Astronomía de la Universidad de Berna, donde ejerce como Profesor Emérito. Fue también presidente de la Fundación Fritz Zwicky hasta 2005.
Trabajó en el Observatorio de Berna-Zimmerwald desde el que descubrió hasta 94 asteroides y 7 cometas, entre ellos el cometa periódico 81P/Wild en 1978, también llamado Wild 2, que fue visitado por la sonda espacial Stardust, de la NASA, en 2004.
El asteroide (1941) Wild fue nombrado de esa manera en su honor.